# Boyd Raeburn
Boyd Albert Raeburn (ur. 27 października 1913 w Faith, zm. 2 sierpnia 1966 w Lafayette) – amerykański bandlider jazzowy.

## Życiorys
Podczas studiów na Uniwersytecie Chicagowskim prowadził orkiestrę uczelnianą. Pierwsze doświadczenia w charakterze bandlidera zawodowego zdobywał kierując orkiestrą sformowaną na wystawie światowej „A Century of Progress” w Chicago (1933–1934). Przez resztę dziesięciolecia  pracował z zespołami tanecznymi, grającymi muzykę odległą od jazzu.
Z nastaniem lat 40. zmienił swoje preferencje muzyczne na jazzowe. W 1943 przekształcił swoją orkiestrę w swingową. Zespół miał ośmioosobową sekcję instrumentów blaszanych i czteroosobową saksofonowo–klarnetowa. Aranżacje, których głównym twórcą był w tym okresie Edwin Finckel, były zaawansowane harmonicznie, ale nie należały do nowatorskich. Rozwój muzyczny orkiestry do pewnego stopnia wstrzymał pożar w parku rozrywki Palisades w hrabstwie Bergen w stanie New Jersey, gdzie akurat występowała. Ogień strawił partytury i część instrumentów. W zespole w różnych okresach występowali m.in. trębacze Benny Harris i Roy Eldridge, pozonista Trummy Young oraz saksofoniści Johnny Hodges, Johnny Bothwell i Serge Chaloff. Orkiestra stylistycznie była bliska big-bandowi Counta Basiego. Niemniej jako pierwsza nagrała bebopowy utwór Night in Tunisia Dizzy'ego Gillespiego, który gościnnie z nią wystąpił .
W latach 1945–1947 orkiestra powiększyła skład i unowocześniła brzmienie, ubopowiając je za sprawą pianisty i kompozytora George’a Handy’ego, który został jej głównym aranżerem do 1946. Jego aranżacje były utrzymane w konwencji bliskiej „jazzowi progresywnemu” Stana Kentona oraz brzmieniu The First Herd Woody’ego Hermana. Czerpały też z rozwiązań harmonicznych Igora Strawinskiego. Dysonansowe brzmienia łagodziła spokojna wokalistyka Davida Allyna, Sharon Leslie i Ginny Powell (jego drugiej żony). Mimo że utrzymanie orkiestry było finansowo trudne, w 1946 jej skład powiększył się o waltornie i harfę. W tym czasie grali w niej m.in. saksofoniści Lucky Thompson i Al Cohn, trębacz Ray Linn, klarnecista Buddy DeFranco i pianista Dodo Marmarosa. Na początku 1947 funkcję głównego aranżera objął kompozytor Johnny Richards. Był nim przez nim przez rok, komponując w tym czasie dla orkiestry ponad pięćdziesiąt utworów. Jeszcze pod koniec tego samego roku orkiestra przestała nagrywać. Została zreformowana i w zmniejszonym składzie powróciła do repertuaru tanecznego. Wobec nikłego zainteresowania słuchaczy i braku propozycji pracy, wkrótce ją rozwiązał, a 1950 podjął decyzję o zaprzestaniu kariery muzyka. 
Na początku lat 50. wraz z żoną przeniósł się do Nasau na Bahamach. Objął stanowisko dyrektora hotelu. Urodziły mu się dwie córki. W latach 1956-1957 nagrał dla wytwórni Columbia kilka płyt z muzyką rozrywkową, które jednak nie cieszyły się zainteresowaniem. Niestety w tym czasie borykał się także z alkoholizmem żony, która w 1959 zachorowała na zapalenie opon mózgowych i zmarła. Po jej śmierci zamieszkał w Nowym Orleanie, gdzie otworzył sklep meblowy.
W 1966 uległ poważnemu wypadkowi samochodowemu, doznając m.in. licznych złamań żeber. Niedługo później zmarł na zawał serca w swoim domu w Lafayette. Oprócz dwóch córek z Ginny Powell, miał jeszcze syna z pierwszego małżeństwa. Jego pierwszą żoną była  Lorraine Anderson, synem zaś – Bruce Boyd, który przez wiele lat był kustoszem archiwum jazzu nowoorleańskiego na Tulane University.

## Wybrana dyskografia
- 1951
  - Innovations by Boyd Raeburn – Volume 1 (Savoy)
  - Innovations by Boyd Raeburn – Volume 2 (Savoy)
  - Innovations by Boyd Raeburn – Volume 3 (Savoy)
- 1955
  - Boyd Meets Stravinski (Savoy)
  - Man with the Horns (Savoy)
- 1956 Dance Spectacular (Columbia)
- 1957
  - Fraternity Rush (Columbia)
  - Teen Rock (Columbia)
- 1974 On the Air, Vol. 1 (Hep Records)
- 1977 Rhythms by Raeburn (Aircheck)
- 1980
  - The Boyd Raeburn Orchestra – Experiments In Big Band Jazz - 1945 (Musicraft)
  - Jewells (Savoy) – 2 LP